# Козоріг японський
Козорі́г япо́нський (Capricornis crispus) — ссавець роду козоріг, один з 6-ти його видів. Нерідко вид називають «японський сероу» (калька з англ. "Japanese Serow").
Козорога японського занесено до списку найменш загрозливих видів (категорія LC) через його широке поширення, відносно велику чисельність, що є стабільною або навіть збільшується. Попри це, статус виду залежить від подальшого захисту, в тому числі від полювання і переслідування у лісовому господарстві. Виявлено в лісистій місцевості Хонсю.

## Опис
Козорі́г япо́нський у середньому важать 35-38 кг, проте окремі особини можуть досягати ваги до 130 кг. Висота в плечах 60-90 см (в середньому 73 см). Самці в середньому незначно більші за самок. Можуть бути чорного, чорного з білими плямами на спині і темно-коричневого забарвлення. Роги є як у самців, так і у самок: до 10 см завдовжки, діаметром близько 3 см біля основи.

## Спосіб життя
Козорі́г япо́нський веде денний, одиночний спосіб життя, харчуються листям туї і японського кипариса, а також жолудями. Збираються в пари тільки для розведення потомства. Середня тривалість життя близько 5 років, проте окремі особини можуть жити до 10 років.